# Ginnastica ritmica ai Giochi mondiali 2022 - Nastro
La gara del nastro di ginnastica ritmica ai Giochi mondiali 2022 si è svolta il 13 luglio 2022 a Birmingham.

## Risultati

### Qualificazioni
| Rank | Atleta                     | Difficoltà | Esecuzione | Composizione Artistica | Penalità | Totale | Note |
| ---- | -------------------------- | ---------- | ---------- | ---------------------- | -------- | ------ | ---- |
| 1    | Boryana Kaleyn             | 16.100     | 8.350      | 8.550                  | -0.30    | 32.700 | Q    |
| 2    | Ekaterina Vedeneeva        | 14.500     | 8.550      | 8.400                  | -0.05    | 31.400 | Q    |
| 3    | Milena Baldassarri         | 14.300     | 8.350      | 8.500                  | 0.00     | 31.150 | Q    |
| 4    | Viktoriia Onopriienko      | 14.500     | 8.300      | 8.350                  | 0.00     | 31.150 | Q    |
| 5    | Daria Atamanov             | 14.400     | 8.350      | 8.400                  | -0.05    | 31.100 | Q    |
| 6    | Evita Griskenas            | 13.900     | 8.400      | 8.400                  | 0.00     | 30.700 | Q    |
| 7    | Lili Mizuno                | 14.100     | 8.200      | 8.050                  | -0.05    | 30.300 | Q    |
| 8    | Polina Karika              | 13.000     | 8.450      | 8.050                  | 0.00     | 29.500 | Q    |
| 9    | Annaliese Dragan           | 13.600     | 7.750      | 7.850                  | 0.00     | 29.200 | R    |
| 10   | Naruha Suzuki              | 13.200     | 7.800      | 7.750                  | -0.05    | 28.700 | R    |
| 11   | Sofia Raffaeli             | 12.800     | 7.400      | 8.050                  | 0.00     | 28.250 | R    |
| 12   | Ekaterina Fetisova         | 12.400     | 8.000      | 7.750                  | 0.00     | 28.150 |      |
| 13   | Teresa Gorospe             | 12.400     | 7.800      | 7.900                  | 0.00     | 28.100 |      |
| 14   | Alexandra Kiroi-Bogatyreva | 12.400     | 7.900      | 7.600                  | 0.00     | 27.900 |      |
| 15   | Joowon Kim                 | 12.300     | 7.700      | 7.550                  | 0.00     | 27.550 |      |
| 16   | Eva Brezalieva             | 12.800     | 7.200      | 7.550                  | -0.05    | 27.500 |      |
| 17   | Fanni Pigniczki            | 12.500     | 7.000      | 7.900                  | 0.00     | 27.400 |      |
| 18   | Hisano Taguchi             | 10.400     | 7.850      | 7.600                  | 0.00     | 25.850 |      |
| 19   | Ana Luisa Passos           | 11.400     | 7.000      | 7.350                  | -0.05    | 25.700 |      |
| 20   | Elisabeth Jamil            | 10.200     | 7.550      | 7.300                  | 0.00     | 25.050 |      |
| 21   | Zohra Aghamirova           | 9.400      | 7.100      | 7.400                  | 0.00     | 23.900 |      |
| 22   | Shannon Gardiner           | 8.700      | 7.150      | 7.650                  | 0.00     | 23.500 |      |

### Finale
| Rank | Atleta                | Difficoltà | Esecuzione | Composizione Artistica | Totale |
| ---- | --------------------- | ---------- | ---------- | ---------------------- | ------ |
| 1    | Daria Atamanov        | 15.700     | 8.350      | 8.700                  | 32.750 |
| 2    | Boryana Kaleyn        | 15.700     | 8.250      | 8.700                  | 32.650 |
| 3    | Viktoriia Onopriienko | 14.800     | 8.400      | 8.550                  | 31.750 |
| 4    | Ekaterina Vedeneeva   | 14.400     | 8.400      | 8.400                  | 31.200 |
| 5    | Evita Griskenas       | 13.600     | 8.500      | 8.550                  | 30.650 |
| 6    | Milena Baldassarri    | 13.400     | 7.950      | 8.450                  | 29.800 |
| 7    | Lili Mizuno           | 11.800     | 8.200      | 8.250                  | 28.250 |
| 8    | Polina Karika         | 12.700     | 7.150      | 7.800                  | 27.650 |